# Graham Bonney

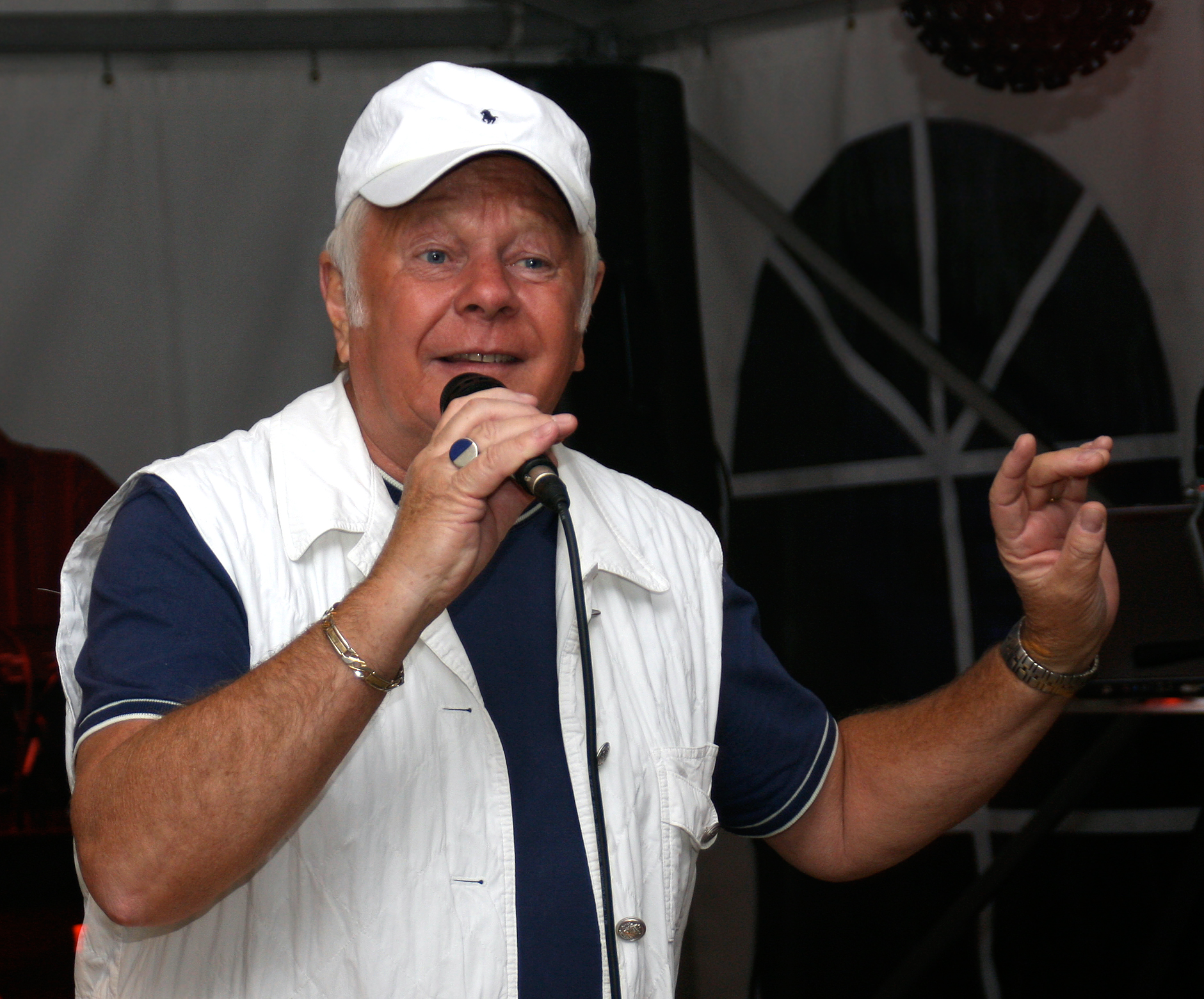
Graham Bonney, 2009

Graham Bonney (eigentlich Graham Arthur Ernest George Bradly; * 2. Juni 1943 in London) ist ein britischer Schlagersänger und Entertainer, der vor allem in Deutschland erfolgreich war.

## Leben
1959 gründete er in England seine erste Schülerband, der weitere Gruppen folgten, mit denen er auch im Hamburger Star-Club auftrat.

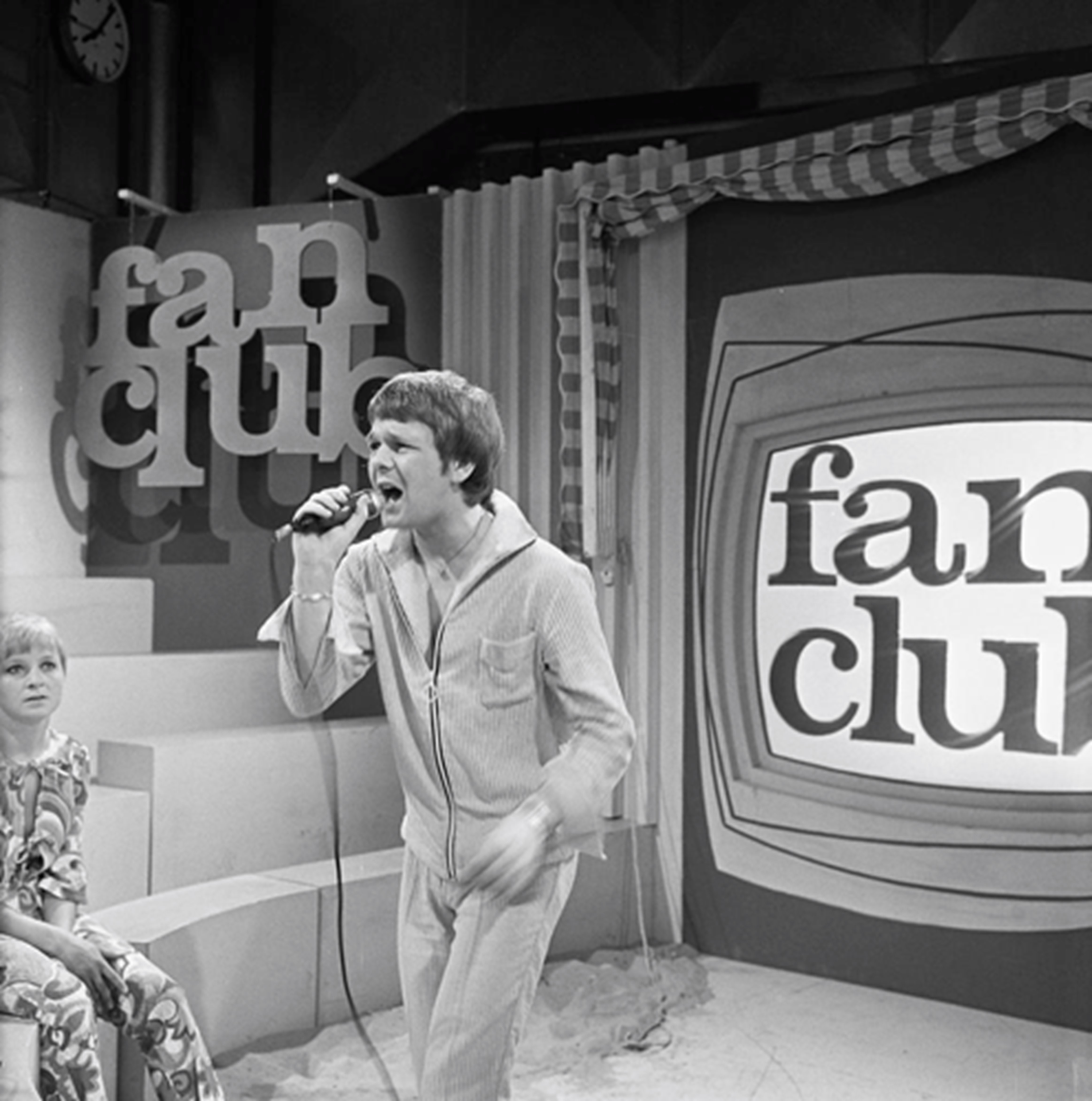
Graham Bonney, 1967

1966 war er mit seinem Song Super Girl in vielen europäischen Hitlisten vertreten. In Großbritannien erreichte der Titel lediglich Platz 19. In Deutschland war der Titel erfolgreicher, hier erreichte er Platz acht und war viereinhalb Monate in den Charts notiert. In Deutschland avancierte die Single zum Millionenseller. Da er mit den folgenden in Englisch gesungenen Titeln in seiner Heimat keinen Erfolg mehr hatte, in Deutschland hingegen seine deutschsprachigen Aufnahmen weiterhin großen Anklang fanden, konzentrierte er seine Aktivitäten auf den deutschen Markt. Er feierte zahlreiche Chart-Erfolge mit Liedern wie Das Girl mit dem La-La-La, Siebenmeilenstiefel, Wähle 3-3-3, Hey Little Lady, 99,9 Prozent, Du bist viel zu schön, Brandy, Papa Joe, Ich hab die ganze Nacht nur noch an dich gedacht, Der Mann, der im Fernsehen die Nachrichten spricht, Keine Küsse und keine Tomaten, Ich mach ein Interview mit deinem Herzen, Rosmary und Company und Anneliese. 1969 trat er mit Wähle 3-3-3 in der ersten Ausgabe der ZDF Hitparade auf. Ab den frühen 1970er Jahren ließ sein Erfolg nach, er war aber weiterhin oft in Fernsehsendungen und bei anderen Veranstaltungen zu Gast.
2019 erschien sein bisher letztes Album: My Life Is Rock’n’Roll und Schlager.
Er ist seit 1984 in zweiter Ehe verheiratet und lebt in Kerpen.

## Filmografie
- 1952: Mandy
- 1953: Meet Mr. Lucifer
- 1954: The Devided Heart
- 1956: It’s Great to Be Young
- 1963: The Yellow Teddy Bears
- 1970: Musik, Musik – da wackelt die Penne
- 1970: Wenn die tollen Tanten kommen

## Teilnehmer in Shows
- 1969: ZDF-Hitparade
- 2016: Wer weiß denn sowas?
- 2019: Schlager-Spaß mit Andy Borg
- 2021: Schlager-Spaß mit Andy Borg
- 2021: 50 Jahre ZDF-Hitparade - Die Zugabe

## Auszeichnungen
- 1967 und 1968: Silberner Bravo Otto
- 2019: smago! Award für „Live-Tournee des Jahres 2018“
- 2020 Smago Award für 50 Jahre Hitparade (Schlagerlegenden)[3]